# Ichiriki Ryō
Ichiriki Ryō (一力遼 (Nhất Lực Liêu)) sinh ngày 10 tháng 6 năm 1997 tại TP Sendai, tỉnh Miyagi là một kỳ thủ cờ vây và doanh nhân (thành viên hội đồng quản trị Nhật báo Kahoku) người Nhật Bản.
Với 2 chức vô địch các giải đấu quốc nội, anh là một trong những gương mặt dẫn đầu của giới cờ vây chuyên nghiệp Nhật Bản, xếp thứ 10 trong lịch sử về số danh hiệu giành được. Anh cũng là khiêu chiến giả trẻ nhất tại các giải đấu Kỳ Thánh Chiến, Vương Tọa Chiến, và Thiên Nguyên Chiến.
Cùng với Shibano Toramaru và Hứa Gia Nguyên, anh là một trong "Lệnh Hòa Tam Vũ Ô" - 3 kỳ thủ dẫn đầu giới cờ vây chuyên nghiệp Nhật Bản thời Lệnh Hòa. Tuy anh là người khiêu chiến danh hiệu nhanh nhất trong 3 người, trước một Iyama Yūta độc chiếm Thất quán thời đỉnh cao, anh đã thất bại đến 5 lần, và giành danh hiệu đầu tiên sau 2 người kia.
Ichiriki là con trai cả của dòng họ Ichiriki thành lập Nhật báo Kahoku, và anh tham gia điều hành nhật báo này với tư cách thành viên hội đồng quản trị. Cha của anh Ichiriki Masahiko là chủ tịch nhật báo này, trong khi ông của anh Ichiriki Kazuo là chủ sở hữu. Cụ của Ichiriki là Ichiriki Jirō cũng từng là chủ tịch nhật báo, trong khi cụ cố của anh Ichiriki Kenjirō là người thành lập nó. Chú của Ichiriki, Ichiriki Atsuhiko là chủ tịch Công ty Truyền thông Tōhoku, một công ty con của nhật báo Kahoku.

## Lý lịch
Anh được cha là chủ tịch Nhật báo Kahoku, đồng thời là kỳ thủ cờ vây xếp hạng Dan Ichiriki Kazuo dạy cờ vây khi mới 5 tuổi. Từ 6 đến 8 tuổi anh thường xuyên lui tới các lớp học cờ vây của đại học, cũng như đã chiến thắng kỳ thủ chuyên nghiệp tại cúp Agon-Kiriyama và được học tập cùng các kỳ thủ nghiệp dư mạnh khác như Ōsawa Shin'ichirō.
Năm 2005, anh tham gia giải vô địch cờ vây trẻ nhỏ toàn quốc với tư cách là học sinh lớp 2 trường tiểu học Katahirachō của TP Sendai. Anh xếp hạng 3 chung cuộc sau khi để thua một viện sinh và ra về với thành tích 2 thắng - 1 thua. Sau đó, anh trở thành viện sinh của Nhật Bản Kỳ viện, và di chuyển tới Tokyo mỗi cuối tuần để tham gia nghiên cứu cùng các viện sinh khác. Năm 2008, anh cùng mẹ chuyển đến Tokyo sống. Trong bài thi lên chuyên mùa đông năm đó, anh xếp hạng 12 sau những Inaba Takahiro và Date Yoshimasa và không thể lên chuyên. Mùa đông năm sau đó, anh tiếp tục làm bài thi lên chuyên và xếp hạng 4 chung cuộc, sau Takeuchi Kōsuke và Numadate Sakiya và vẫn chưa thể lên chuyên.
Năm 2010, khi đang học năm 1 trung học tại trường trung học Hakuō, anh xếp thứ nhất bài thi lên chuyên mùa hè năm đó và chính thức lên chuyên với xếp hạng Sơ đẳng vào ngày 1 tháng 9. Trong năm 2011, anh về thứ 3 giải vô địch U20 - Cúp Nakano, tham gia vòng Chung kết Long Tinh Chiến kỳ 21, và vòng chung kết Tân Nhân Vương Chiến kỳ 37. Ngày 22 tháng 12 cùng năm, anh tiến vào vòng Sơ loại cuối cùng của Kỳ Thánh Chiến. Ngày 1 tháng 1 năm 2012, anh được thăng lên Nhị đẳng (2-dan) dựa trên xếp hạng tiền thưởng cuối năm. Ngày 19 tháng 3, anh lọt vào vòng chung kết cúp Okage, và vô địch Cúp Nakano lần thứ 9 vào ngày 28 tháng 10. Ngày 18 tháng 11, Ichiriki giành ngôi á quân Nhược Lý Chiến lần thứ 7. Anh được thăng lên Tam đẳng ngày 1 tháng 1 năm 2013 dựa trên xếp hạng tiền thưởng. Ngày 16 tháng 5 cùng năm, Ichiriki đánh bại Anzai Nobuaki để lên ngôi vô địch cúp Okage lần thứ 4. Ngày 19 tháng 8, anh tiến vào bán kết cúp Agon-Kiriyama. Sau đó, ngày 26 tháng 9, anh chính thức lọt vào vòng Chung kết Thập Đẳng Chiến kỳ 52 ở 16 tuổi 3 tháng 16 ngày, phá vỡ kỷ lục 18 tuổi của Cho Chihun và Iyama Yūta để trở thành kỳ thủ trẻ nhất lọt vào vòng Chung kết Thập Đẳng Chiến. Ngay sau đó, ngày 18 tháng 11, Ichiriki có chức vô địch một giải đấu chính thức đầu tiên khi anh đánh bại Fujita Akihiko Tân Nhân Vương để lên ngôi vô địch Nhược Lý Chiến lần thứ 8. Trong số 108 tài năng được tạp chí Bungeishunjū lựa chọn cho bài viết "Nhân tài ở đây" kỷ niệm 90 năm thành lập tạp chí, Ichiriki được lựa chọn làm đại biểu của giới cờ vây chuyên nghiệp. Anh được giới thiệu với 1 câu: "Đến cả các kỳ thủ lão làng từng sở hữu danh hiệu cũng phải hỏi ý kiến anh".
Ngày 1 tháng 1 năm 2014, Ichiriki thăng lên Tứ đẳng dựa trên xếp hạng tiền thưởng. Ngày 21 tháng 3 cùng năm, anh giành quyền vào vòng Chung kết Kỳ Thánh Chiến kỳ 39, qua đó được thăng lên Thất đẳng. Ở 16 tuổi 9 tháng, anh đã phá vỡ kỷ lục của Iyama Yūta (17 tuổi 10 tháng - Kỳ Thánh Chiến năm 2007) để trở thành người trẻ nhất lọt vào một trong 3 vòng Chung kết lớn (Kỳ Thánh - Danh Nhân - Bản Nhân Phường) (anh bị loại với thành tích 5 ván toàn thua). Ngày 11 tháng 5, tại cúp Globis - giải cờ vây U20 quốc tế, anh lần lượt vượt qua các kỳ thủ được coi là tiêu biểu nhất của thế hệ mới như Na Hyeon của Hàn Quốc hay Liên Tiếu của Trung Quốc, và cuối cùng vượt qua một đại biểu của Nhật Bản - Hứa Gia Nguyên (sinh ra tại Đài Loan) để có chức vô địch quốc tế đầu tiên của mình. Ngay sau đó, ngày 16 tháng 5, anh đánh bại Seto Taiki và bảo vệ chức vô địch cúp Okage của mình. Ngày 21 tháng 8, anh tiến vào bán kết Thiên Nguyên Chiến kỳ 40, nhưng để thua trước Takao Shinji, người sẽ trở thành Khiêu chiến giả. Ngày 25 tháng 9, tại Tân Nhân Vuơng Chiến kỳ 39, Ichiriki đánh bại Shida Tatsuya 2-1 để trở thành Tân Nhân Vuơng trẻ nhất lịch sử ở 17 tuổi 3 tháng. Ngày 11 tháng 11, trong khuôn khổ cúp Ibero Japan (giải đấu không chính thức), Ichiriki tiếp tục chiến thắng trước Hứa Gia Nguyên để lên ngôi vô địch.
Năm 2015, tại chung kết cúp NHK lần thứ 62, Ichiriki đã để thua trước Ida Atsushi và về nhì chung cuộc trong một ván đấu mà người chiến thắng sẽ trở thành người trẻ nhất vô địch giải đấu này. Ngày 20-22 tháng 10 cùng năm, tại cúp Nongshim lần thứ 17, anh trở thành kỳ thủ Nhật Bản đầu tiên sau 10 năm mang lại 3 ván thắng liên tiếp cho đội tuyển Nhật Bản. Ichiriki xếp thứ 9 trong bảng xếp hạng tiền thưởng cuối năm đó.
Tháng 4 năm 2016, anh nhập học tại khoa khoa học xã hội của Đại học Waseda. Ngày 2 tháng 9 cùng năm, Ichiriki đánh bại Yamashita Keigo ở chung kết Thiên Nguyên Chiến kỳ 42 để giành quyền khiêu chiến Iyama Yūta Thiên Nguyên. Trong lịch sử tồn tại của bảy danh hiệu lớn hiện tại, anh là khiêu chiến giả thứ 2 trẻ hơn 20 tuổi, sau chính Iyama có lần đầu tiên khiêu chiến khi mới 19 tuổi. Ngày 26 tháng 9, tại chung kết Long Tinh Chiến kỳ 26, anh đánh bại chính Iyama để lên ngôi vô địch giải đấu này lần đầu tiên. Ngay ngày hôm sau, tại cúp Nongshim lần thứ 18, anh đánh bại một kỳ thủ tiên phong trong giới chuyên nghiệp là Lee Sedol ngay tại ván đầu tiên. Tại Kỳ Đạo thưởng năm đó, Ichiriki nhận giải Nhiều ván thắng nhất và Nhiêu ván đấu nhất. Anh xếp thứ 3 trong bảng xếp hạng tiền thưởng 2016 - cao nhất trong sự nghiệp của anh.
Trong năm 2017, Ichiriki tham gia hạng A của giải vô địch cờ vây Trung Quốc với tư cách là thành viên của đội Trùng Khánh. Ngày 25 tháng 8, anh chiến thắng Shibano Toramaru Thất đẳng tại chung kết Vuơng Tọa Chiến kỳ 65 và giành quyền khiêu chiến Iyama Yūta Vuơng Tọa. Sau đó, ngày 30 tháng 8, anh tiếp tục vượt qua Yamashita Keigo Cửu đẳng tại chung kết Thiên Nguyên Chiến kỳ 43 để giành quyền khiêu chiến 2 năm liên tiếp. Với việc khiêu chiến hai danh hiệu Vương Tọa - Thiên Nguyên trước cùng một đối thủ là Iyama Yūta Thất quán, Ichiriki chính thức bước vào một "loạt tranh ngôi 10 ván" trước Iyama. Ngày 7 tháng 9, Ichiriki xếp nhất bảng S Kỳ Thánh Chiến kỳ 42, qua đó giành quyền tham gia vòng Xác định Khiêu chiến giả. Ngày 9 tháng 11, anh một lần nữa vượt qua Yamashita Keigo và giành quyền khiêu chiến do có lợi thế 1 ván thắng. Ở 20 tuổi 7 tháng, anh vượt qua kỷ lục trước đó của Iyama Yūta (21 tuổi 7 tháng) và trở thành kỳ thủ trẻ nhất khiêu chiến danh hiệu Kỳ Thánh. Như vậy 3 loạt tranh ngôi giữa Ichiriki và Iyama trở thành một "loạt 17 ván". Ngày 10 tháng 11, anh được thăng lên Bát đẳng do khiêu chiến một trong ba danh hiệu lớn nhất. Ngày 20, anh khiêu chiến thất bại danh hiệu Vương Tọa khi để thua trắng 3 ván trước Iyama Yūta Vương Tọa. 4 ngày sau đó, anh cũng ra về tại Thiên Nguyên Chiến với tỷ số tương tự trước Iyama.
Năm 2018, Ichiriki cũng thất bại tại Kỳ Thánh chiến với tỷ số 0-4 trước Iyama Kỳ Thánh và chấp nhận bị hủy diệt tuyệt đối trong "loạt 17 ván" với 10 ván toàn thua. Ngày 29 tháng 4, anh tham gia đêm thứ 4 của chương trình JOUNETSU - TAIRIKU của MBS. Ngày 13 tháng 9 cùng năm, anh cầm Đen chiến thắng ván Xác định Khiêu chiến giả của Vương Tọa Chiến kỳ 66 trước Motoki Katsuya Bát đẳng và giành quyền khiêu chiến Vương Tọa năm thứ 2 liên tiếp. Ngày 24 tháng 9, anh đánh bại Motoki một lần nữa và lên ngôi vô địch Long Tinh Chiến lần thứ 2 trong sự nghiệp. Ngày 6 tháng 10, anh chiến thắng Shibano Toramaru Thất đẳng tại chung kết cúp Agon-Kiriyama kỳ 25 và vô địch giải đấu này lần đầu tiên. Tuy nhiên, tại Vương Tọa Chiến, dù đã rất nỗ lực kéo Iyama Vương Tọa đến ván cuối cùng, vào ngày 13 tháng 12, Iyama đã chiến thắng ván 5, và Ichiriki có lần thứ 5 không thể giành danh hiệu.
Năm 2019, anh vô địch cúp NHK lần thứ 66. Ngày 23 tháng 9, tại Long Tinh Chiến kỳ 28, anh đã đánh bại Ueno Asami Tam đẳng - kỳ thủ nữ đầu tiên tiến vào chung kết một giải đấu có toàn bộ kỳ thủ tham gia - và vô địch giải đấu này. Trong khi đó, anh để thua ván Xác định Khiêu chiến giả Gosei-sen kỳ 44 trước Hane Naoki Cửu đẳng và có mùa giải đầu tiên kể từ 2015 không thể khiêu chiến danh hiệu. Tuy nhiên, với tỷ lệ thắng 0.7705 (47 thắng - 14 thua) và chuỗi 16 ván thắng từ ngày 4 tháng 7 đến 23 tháng 9, Ichiriki đã nhận giải Tỷ lệ thắng cao nhất và Chuỗi thắng dài nhất tại Kỳ Đạo thưởng năm đó.
Năm 2020, Ichiriki tốt nghiệp Đại học Waseda và làm việc tại Nhật báo Kahoku với tư cách là phóng viên thuộc chi bộ Tokyo của nhật báo này và tiếp tục hoạt động mạnh trong giới cờ vây. Trong năm đó, anh cũng thành công giành quyền khiêu chiến tại Gosei-sen kỳ 45 trước Hane Naoki Gosei. Đây là lần đầu tiên anh đối mặt với một kỳ thủ không phải Iyama Yūta trong một loạt tranh ngôi sau 5 lần trước đó. Ngày 14 tháng 8, anh khép lại loạt tranh ngôi với tỷ số 3-0 và có được danh hiệu lớn đầu tiên trong sự nghiệp. Trong tháng 12 năm đó, anh đánh bại Iyama Yūta với tỷ số 3-2 và giành danh hiệu Thiên Nguyên, qua đó thăng lên Cửu đẳng. Tại Kỳ Đạo thưởng năm đó, anh giành các giải Kỳ thủ xuất sắc, giải Quốc tế, Nhiều ván thắng nhất, Tỷ lệ thắng cao nhất, và Nhiều ván đấu nhất. Anh xếp thứ 2 trong xếp hạng tiền thưởng năm đó, chỉ đứng sau chính Iyama.
Năm 2021, tại cúp NHK lần thứ 68, anh chiến thắng trước Dư Chính Kỳ Bát đẳng để có lần thứ 2 vô địch tại đấu trường này. Tuy nhiên, anh đã để mất cả hai danh hiệu Thiên Nguyên - Gosei, và khiêu chiến thất bại Iyama Yūta Danh Nhân.

### 2022: Danh hiệu Kỳ Thánh đầu tiên
Năm 2022, anh chiến thắng loạt tranh ngôi Kỳ Thánh Chiến trước Iyama Yūta Kỳ Thánh (Ngũ quán) với tỷ số 4-3, qua đó giành được danh hiệu cao quý nhất giới cờ vây chuyên nghiệp. Tuy nhiên, tại Bản Nhân Phường Chiến và Gosei-sen anh lại thất bại trước chính Iyama. Tại các giải đấu khác, Ichiriki chiến thắng 2-0 trước Hứa Gia Nguyên Thập đẳng trong loạt tranh ngôi Tân Long Tinh Chiến kỳ 1, đồng thời bảo vệ thành công cúp NHK lần thứ 69 trước Takao Shinji Cửu đẳng.

### 2023: Danh hiệu Bản Nhân Phường đầu tiên
Năm 2023, anh thành công bảo vệ danh hiệu Kỳ Thánh lần đầu tiên trước Shibano Toramaru Danh Nhân với tỷ số 4-2. Anh cũng vượt qua vòng Xác định Khiêu chiến giả của Bản Nhân Phường Chiến kỳ 78 với thành tích toàn thắng và giành quyền khiêu chiến Bản Nhân Phường Văn Dụ (Iyama Yūta),và giành quyền khiêu chiến Iyama Gosei tại Gosei-sen kỳ 48 ngay sau đó. Như vậy Iyama và Ichiriki đã gặp nhau 13 lần trong các loạt tranh ngôi, vượt qua kỷ lục 12 lần trước đó giữa Iyama và Yamashita Keigo. Ichiriki chiến thắng loạt tranh ngôi Bản Nhân Phường với tỷ số 4-3, ngăn cản Iyama đến với danh hiệu này lần thứ 12 liên tiếp, cũng như giúp anh có danh hiệu Bản Nhân Phường đầu tiên, tuy nhiên anh lại ra về tại loạt tranh ngôi Gosei với tỷ số 0-3. Sau đó, tại ván Xác định Khiêu chiến giả Danh Nhân Chiến giữa Ichiriki và Iyama, anh đã thất bại cay đắng, và chưa thể tiến tới Đại tam quán đầu tiên. Tuy anh không thể bảo vệ cúp NHK lần thứ 3 liên tiếp trước Seki Kōtarō Thiên Nguyên, anh đã thành công giành danh hiệu Thiên Nguyên từ Seki với tỷ số 3-1, qua đó giúp anh đoạt Tam quán lần đầu tiên. Ichiriki xếp thứ nhất bảng xếp hạng tiền thưởng cuối năm đó, đồng thời cùng đội tuyển Nhật Bản tham gia giải vô địch châu Á.

### 2024: Vô địch cúp Ứng lần đầu tiên
Năm 2024, tại Kỳ Thánh Chiến kỳ 48, anh đã bảo vệ thành công danh hiệu trước Iyama Yūta Vương Tọa với tỷ số 4-3. Tại cúp NHK lần thứ 71, anh cũng giành chức vô địch sau 2 năm trước Shibano Toramaru Danh Nhân. Tại Bản Nhân Phường Chiến kỳ 79, anh cũng bảo vệ danh hiệu này lần đầu tiên trước Dư Chính Kỳ Bát đẳng với tỷ số 3-0. Sau đó, anh giành quyền khiêu chiến Shibano Toramaru Danh Nhân sau khi vượt qua vòng Xác định Khiêu chiến giả với thành tích toàn thắng. 
Tại Trung Quốc, sau khi lật ngược thế cờ trước Kha Khiết Cửu đẳng tại 3 ván bán kết, Ichiriki đã chiến thắng 3-0 trước Tạ Khoa Cửu đẳng tại chung kết và mang lại chức vô địch đầu tiên cho tuyển Nhật Bản tại giải đấu này. Đây là lần đầu tiên Nhật Bản vô địch một giải đấu quốc tế kể từ năm 2005 khi Trương Hủ Cửu đẳng vô địch cúp LG, và nếu chỉ tính các kỳ thủ sinh ra tại Nhật Bản, đây là lần đầu tiên kể từ năm 1997 khi Kobayashi Kōichi vô địch cúp Fujitsu. Đi cùng anh tới Trung Quốc có Hứa Gia Nguyên Cửu đẳng với vai trò phiên dịch và nghiên cứu.
Ngày 31 tháng 10 năm 2024, Ichiriki giành chiến thắng tại ván 6 Danh Nhân Chiến kỳ 49 trước Shibano Toramaru Danh Nhân để chiến thắng loạt tranh ngôi 4-2, qua đó đoạt danh hiệu Danh Nhân và giành Tứ quán lần đầu tiên trong sự nghiệp.

## Lối đánh
Ichiriki nổi tiếng với khả năng đọc sâu và quan sát cục diện tốt, có thể đánh hay ở cả cờ nhanh và chậm. Tuy trước đây lối chơi của anh dựa vào việc phân thắng bại từ bố cục, sau khi sử dụng AI để nghiên cứu, lối đánh của anh dần trở nên chậm rãi hơn.

## Thông tin bên lề
Không như những kỳ thủ dẫn đầu khác, Ichiriki tiếp tục nhập học tại Đại học Waseda để mở mang tầm mắt và giao lưu với nhiều người hơn, và tốt nghiệp năm 2020. Sau khi tốt nghiệp, anh tham gia viết những bài về cờ vây trong Nhật báo Kahoku với tư cách phóng viên. Anh là một bankisha tại Nhật báo Kahoku.
Năm 2023, tại giải vô địch châu Á, khi Ichiriki biết việc đội tuyển Hàn Quốc mang theo các kỳ thủ không tham gia thi đấu với vai trò hỗ trợ, anh cũng nỗ lực tích cực hơn, như khi anh có Hứa Gia Nguyên đồng hành tại cúp Ứng năm 2024 với vai trò hỗ trợ phiên dịch.
Anh cũng rất quan tâm về sức khỏe và thường xuyên vận động thể thao cũng như giãn cơ và bơi.
Ichiriki thường xuyên chỉ ngón trỏ lên giống như chữ Nhất trong tên của anh khi chụp ảnh.
Lực cờ của anh khiến anh được gọi là "Liêu Thần" ở Trung Quốc, và thường xuyên có nhiều người chờ đón anh tại khách sạn để xin chữ ký khi anh tới thi đấu.

## Thành tích tại các loạt chung kết
- Chỉ tính các giải đấu chính thức.

| Giải đấu                                            |
| Ba danh hiệu lớn nhất (5-3)                         |
| Các danh hiệu khác trong số bảy danh hiệu lớn (3-8) |
| Danh hiệu quốc tế (2-1)                             |

| Kết quả         | STT | Giải đấu                       | Kỳ/Lần thứ | Ngày                 | Tỷ số | Đối thủ                       |
| --------------- | --- | ------------------------------ | ---------- | -------------------- | ----- | ----------------------------- |
| Á quân          |     | Nhược Lý Chiến                 | Lần thứ 7  | 18 tháng 11 năm 2012 | 0-1   | Suzuki Shinji Tam đẳng        |
| Vô địch         | 1   | Nhược Lý Chiến                 | Lần thứ 8  | 17 tháng 11 năm 2013 | 1-0   | Fujita Akihiko Tân Nhân Vương |
| Vô địch         | 2   | Cúp Globis                     | Lần thứ 1  | 11 tháng 5 năm 2014  | 1-0   | Hứa Gia Nguyên Nhị đẳng       |
| Vô địch         | 3   | Tân Nhân Vương Chiến           | Kỳ 39      | 25 tháng 9 năm 2014  | 2-1   | Shida Tatsuya Thất đẳng       |
| Á quân          |     | Cúp NHK                        | Lần thứ 62 | 15 tháng 3 năm 2015  | 0-1   | Ida Atsushi Bát đẳng          |
| Vô địch         | 4   | Long Tinh Chiến                | Kỳ 25      | 26 tháng 9 năm 2016  | 1-0   | Iyama Yūta Thất quán          |
| Vô địch         | 5   | Nhược Lý Chiến                 | Lần thứ 11 | 27 tháng 11 năm 2016 | 1-0   | Motoki Katsuya Thất đẳng      |
| Khiêu chiến     |     | Thiên Nguyên Chiến             | Kỳ 42      | 12 tháng 12 năm 2016 | 1-3   | Iyama Yūta Lục quán           |
| Á quân          |     | Cúp NHK                        | Lần thứ 64 | 19 tháng 3 năm 2017  | 0-1   | Iyama Yūta Lục quán           |
| Khiêu chiến     |     | Vương Tọa Chiến                | Kỳ 65      | 20 tháng 11 năm 2017 | 0-3   | Iyama Yūta Thất quán          |
| Khiêu chiến     |     | Thiên Nguyên Chiến             | Kỳ 43      | 24 tháng 11 năm 2017 | 0-3   | Iyama Yūta Thất quán          |
| Khiêu chiến     |     | Kỳ Thánh Chiến                 | Kỳ 42      | 16 tháng 2 năm 2018  | 0-4   | Iyama Yūta Thất quán          |
| Vô địch         | 6   | Long Tinh Chiến                | Kỳ 27      | 24 tháng 9 năm 2018  | 1-0   | Motoki Katsuya Bát đẳng       |
| Vô địch         | 7   | Cúp Agon-Kiriyama              | Kỳ 25      | 6 tháng 10 năm 2018  | 1-0   | Shibano Toramaru Thất đẳng    |
| Khiêu chiến     |     | Vương Tọa Chiến                | Kỳ 66      | 13 tháng 12 năm 2018 | 2-3   | Iyama Yūta Ngũ quán           |
| Vô địch         | 8   | Cúp NHK                        | Lần thứ 66 | 24 tháng 3 năm 2019  | 1-0   | Iyama Yūta Ngũ quán           |
| Á quân          |     | Nhật-Trung-Hàn Long Tinh Chiến | Lần thứ 1  | 13 tháng 4 năm 2019  | 0-1   | Kha Khiết Cửu đẳng            |
| Vô địch         | 9   | Long Tinh Chiến                | Kỳ 28      | 23 tháng 9 năm 2019  | 1-0   | Ueno Asami Tam đẳng           |
| Giành danh hiệu | 10  | Gosei-sen                      | Kỳ 45      | 14 tháng 8 năm 2020  | 3-0   | Hane Naoki Gosei              |
| Vô địch         | 11  | Long Tinh Chiến                | Kỳ 29      | 26 tháng 10 năm 2020 | 1-0   | Iyama Yūta Tam quán           |
| Giành danh hiệu | 12  | Thiên Nguyên Chiến             | Kỳ 46      | 16 tháng 12 năm 2020 | 3-2   | Iyama Yūta Tứ quán            |
| Vô địch         | 13  | Cúp Okage                      | Lần thứ 11 | 22 tháng 12 năm 2020 | 1-0   | Ida Atsushi Bát đẳng          |
| Vô địch         | 14  | Cúp NHK                        | Lần thứ 68 | 21 tháng 3 năm 2021  | 1-0   | Dư Chính Kỳ Bát đẳng          |
| Mất danh hiệu   |     | Gosei-sen                      | Kỳ 46      | 29 tháng 8 năm 2021  | 2-3   | Iyama Yūta Tam quán           |
| Khiêu chiến     |     | Danh Nhân Chiến                | Kỳ 46      | 5 tháng 11 năm 2021  | 3-4   | Iyama Yūta Tứ quán            |
| Mất danh hiệu   |     | Thiên Nguyên Chiến             | Kỳ 47      | 6 tháng 12 năm 2021  | 1-3   | Seki Kōtarō Thất đẳng         |
| Vô địch         | 15  | Cúp NHK                        | Lần thứ 69 | 13 tháng 3 năm 2022  | 1-0   | Takao Shinji Cửu đẳng         |
| Giành danh hiệu | 16  | Kỳ Thánh Chiến                 | Kỳ 46      | 18 tháng 3 năm 2022  | 4-3   | Iyama Yūta Ngũ quán           |
| Khiêu chiến     |     | Bản Nhân Phường Chiến          | Kỳ 77      | 12 tháng 6 năm 2022  | 0-4   | Bản Nhân Phường Văn Dụ        |
| Khiêu chiến     |     | Gosei-sen                      | Kỳ 47      | 27 tháng 7 năm 2022  | 0-3   | Iyama Yūta Tam quán           |
| Bảo vệ          | 17  | Kỳ Thánh Chiến                 | Kỳ 47      | 10 tháng 3 năm 2023  | 4-2   | Shibano Toramaru Danh Nhân    |
| Á quân          |     | Cúp NHK                        | Lần thứ 70 | 6 tháng 2 năm 2023   | 0-1   | Seki Kōtarō Thiên Nguyên      |
| Vô địch         | 18  | Tuấn Anh Chiến cúp Teikei      | Lần thứ 2  | 6 tháng 5 năm 2023   | 2-0   | Shibano Toramaru Danh Nhân    |
| Giành danh hiệu | 19  | Bản Nhân Phường Chiến          | Kỳ 78      | 20 tháng 7 năm 2023  | 4-3   | Bản Nhân Phường Văn Dụ        |
| Khiêu chiến     |     | Gosei-sen                      | Kỳ 48      | 28 tháng 7 năm 2023  | 0-3   | Iyama Yūta Gosei              |
| Giành danh hiệu | 20  | Thiên Nguyên Chiến             | Kỳ 49      | 6 tháng 12 năm 2023  | 3-1   | Seki Kōtarō Thiên Nguyên      |
| Vô địch         | 21  | Cúp Agon-Kiriyama              | Kỳ 30      | 24 tháng 12 năm 2023 | 1-0   | Iyama Yūta Nhị quán           |
| Vô địch         | 22  | Cúp NHK                        | Lần thứ 71 | 5 tháng 2 năm 2024   | 1–0   | Shibano Toramaru Danh Nhân    |
| Bảo vệ          | 23  | Kỳ Thánh Chiến                 | Kỳ 48      | 8 tháng 3 năm 2024   | 4-3   | Iyama Yūta Vương Tọa          |
| Bảo vệ          | 24  | Bản Nhân Phường Chiến          | Kỳ 79      | 30 tháng 5 năm 2024  | 3-0   | Dư Chính Kỳ Bát đẳng          |
| Vô địch         | 25  | Cúp Ứng Xương Kỳ               | Lần thứ 10 | 8 tháng 9 năm 2024   | 3-0   | Tạ Khoa Cửu đẳng              |
| Vô địch         | 26  | Cúp Agon-Kiriyama              | Lần thứ 31 | 25 tháng 9 năm 2024  | 1-0   | Shibano Toramaru Danh Nhân    |
|                 |     | Danh Nhân Chiến                | Kỳ 49      | 2024                 | -     | Shibano Toramaru Danh Nhân    |
|                 |     | Thiên Nguyên Chiến             | Kỳ 50      | 2024                 | -     | Shibano Toramaru Danh Nhân    |

## Thăng đẳng - Thành tích tiêu biểu
Năm 2010
- 1 tháng 9: Thăng lên Sơ đẳng.

Năm 2011
- Giành hạng 3 giải vô địch U20 cúp Nakano lần thứ 8, tham gia vòng Chung kết Long Tinh Chiến kỳ 21 và Tân Nhân Vương Chiến kỳ 37.
- 22 tháng 12: Vào vòng Sơ loại cuối cùng Kỳ Thánh Chiến.

Năm 2012
- 1 tháng 1: Thăng lên Nhị đẳng (xếp hạng tiền thưởng).
- 19 tháng 3: Tham gia vòng chung kết cúp Okage lần thứ 3.
- 28 tháng 10: Vô địch giải vô địch U20 cúp Nakano lần thứ 9.

Năm 2013
- 1 tháng 1: Thăng lên Tam đẳng (xếp hạng tiền thưởng).
- 16 tháng 5: Vô địch cúp Okage lần thứ 4.
- 26 tháng 9: Tham gia vòng Chung kết Thập Đẳng Chiến kỳ 52 ở 16 tuổi 3 tháng 16 ngày.
- 17 tháng 11: Vô địch Nhược Lý Chiến lần thứ 8.

Năm 2014
- 1 tháng 1: Thăng lên Tứ đẳng (xếp hạng tiền thưởng).
- 21 tháng 3: Lọt vào vòng Chung kết Kỳ Thánh Chiến kỳ 39 và thăng lên Thất đẳng.
- 11 tháng 5: Vô địch cúp Globis lần thứ 1.
- 16 tháng 5: Vô địch cúp Okage lần thứ 5 (lần thứ 2 liên tiếp).
- 21 tháng 8: Tiến đến bán kết Thiên Nguyên Chiến trong lần đầu tiên tham gia vòng Chung kết.
- 25 tháng 9: Trở thành Tân Nhân Vương trẻ nhất lịch sử[9].
- 11 tháng 11: Vô địch cúp Ibero Japan lần thứ 1 (giải đấu không chính thức).

Năm 2016
- Vô địch cúp Okage lần thứ 7.
- Vô địch Long Tinh Chiến kỳ 25.
- Vô địch Nhược Lý Chiến lần thứ 11.

Năm 2017
- 18 tháng 3: Vô địch giải Grand Champion lần thứ 4.
- 10 tháng 11: Thăng lên Bát đẳng (khiêu chiến một trong ba danh hiệu lớn nhất)[11].

Năm 2018
- 24 tháng 9: Vô địch Long Tinh Chiến kỳ 27.
- 6 tháng 10: Vô địch cúp Agon-Kiriyama kỳ 25.

Năm 2019
- Tháng 3: Vô địch cúp NHK lần thứ 66.
- 23 tháng 9: Vô địch Long Tinh Chiến kỳ 28.

Năm 2020
- 14 tháng 8: Giành danh hiệu Gosei kỳ 45.
- 26 tháng 10: Vô địch Long Tinh Chiến kỳ 29 (3 kỳ liên tiếp)[41].
- 16 tháng 12: Giành danh hiệu Thiên Nguyên kỳ 46.
- 17 tháng 12: Thăng lên Cửu đẳng (giành 2 kỳ danh hiệu).
- 22 tháng 12: Vô địch cúp Okage lần thứ 11.

Năm 2021
- 21 tháng 3: Vô địch cúp NHK lần thứ 68.

Năm 2022
- 5 tháng 2: Vô địch Tân Long Tinh Chiến kỳ 1 (giải đấu phát sóng trực tuyến).
- 13 tháng 3: Vô địch cúp NHK lần thứ 69 (giải đấu phát sóng truyền hình).
- 18 tháng 3: Giành danh hiệu Kỳ Thánh kỳ 46.

Năm 2023
- 10 tháng 3: Bảo vệ danh hiệu Kỳ Thánh kỳ 47.
- 20 tháng 7: Giành danh hiệu Bản Nhân Phường kỳ 78.

Năm 2024
- 8 tháng 3: Bảo vệ danh hiệu Kỳ Thánh kỳ 48.
- 8 tháng 9: Vô địch cúp Ứng lần thứ 10.

## Kỷ lục

### Trẻ nhất
- Tham gia vòng Chung kết Thập Đẳng Chiến: 16 tuổi 3 tháng
- Vô địch Nhược Lý Chiến: 16 tuổi 5 tháng
- Tham gia vòng Chung kết Kỳ Thánh Chiến: 16 tuổi 9 tháng
- Vô địch Tân Nhân Vương Chiến: 17 tuổi 3 tháng.
- Vô địch Long Tinh Chiến: 19 tuổi 3 tháng
- Khiêu chiến danh hiệu Thiên Nguyên: 19 tuổi 4 tháng
- Khiêu chiến danh hiệu Vương Tọa: 20 tuổi 4 tháng
- Khiêu chiến danh hiệu Kỳ Thánh: 20 tuổi 7 tháng

### Khác
- Cặp đấu liên tục nhiều nhất trong các loạt tranh danh hiệu (cùng Iyama Yūta, Vương Tọa Chiến năm 2016 - Kỳ Thánh Chiến năm 2017)
- Cặp đấu xuất hiện nhiều nhất trong các loạt tranh danh hiệu: 14 lần (cùng Iyama Yūta)

## Lịch sử vô địch

### Danh hiệu
(tính đến ngày 15 tháng 10 năm 2024)
- Đánh dấu đỏ chỉ danh hiệu đang sở hữu.

| Danh hiệu       | Loạt tranh ngôi           | Năm giành được     | Tham gia tranh ngôi | Số kỳ giành được | Chuỗi dài nhất |
| Kỳ Thánh        | 7 ván thắng 4 Tháng 1-3   | 2022-24 (kỳ 46-48) | 3                   | 3 kỳ             | 3              |
| Danh Nhân       | 7 ván thắng 4 Tháng 9-11  |                    | 2                   |                  |                |
| Vương Tọa       | 5 ván thắng 3 Tháng 10-12 |                    | 2                   |                  |                |
| Thiên Nguyên    | 5 ván thắng 3 Tháng 10-12 | 2020, 2023         | 5                   | 2 kỳ             |                |
| Bản Nhân Phường | 5 ván thắng 3 Tháng 5-7   | 2023-24 (kỳ 78-79) | 3                   | 2 kỳ             | 2              |
| Gosei           | 5 ván thắng 3 Tháng 6-8   | 2020 (kỳ 45)       | 4                   | 1 kỳ             |                |

### Giải đấu quốc tế
Dấu ※ chỉ chức vô địch.
- Cúp Globis - Giải vô địch U20 quốc tế: 1 lần vô địch
  - Lần 1※: ○ Hắc Gia Gia (Joanne Missingham), ○ Lâm Quân Ngạn, ○ Na Hyun, ○ Liên Tiếu, ○ Hứa Gia Nguyên
  - Lần 2:  ⨉ Hoàng Vân Tung, ○ Lâm Quân Ngạn, ⨉ Dư Chính Kỳ
  - Lần 3: ○ Dương Đỉnh Tân, ⨉ Shibano Toramaru, ⨉ Dương Đỉnh Tân
  - Lần 4: ⨉ Tạ Nhĩ Hào, ○ Hoàng Minh Viễn, ○ Trương Thụy Kiệt, ○ Hoàng Vân Tung, ⨉ Byun Sang-il
- Giải vô địch cờ vây châu Á trên truyền hình
  - Lần 27: ⨉ Dương Đỉnh Tân
  - Lần 29: ○ Trương Đào, ⨉ Na Hyun
- Thế Giới Kỳ Vương Chiến cúp LG
  - Lần 21: ○ Cam Tâm Dương, ⨉ Đảng Nghị Phi
  - Lần 22: ⨉ Kang Dong-yun
  - Lần 23: ○ Chung Văn Tĩnh, ⨉ Kang Dong-yun
- Cúp Nongshin Shin Ramyun
  - Lần 16: ○ Byun Sang-il, ⨉ Đảng Nghị Phi
  - Lần 17: ○ Baek Chan-hui, ○ Phạm Uẩn Nhược, ○ Min Sangyoun, ⨉ Ổ Quang Á
  - Lần 18: ○ Lee Sedol, ⨉ Phạm Đình Ngọc
  - Lần 19: ⨉ Đảng Nghị Phi
- Cúp Xuân Lan
  - Lần 11: ⨉ Đàn Khiếu
  - Lần 12: ⨉ Dan Ji-seok
- Cúp MLily
  - Lần 4: ○ Ư Chi Oánh, ○ Lữ Lập Ngôn, ○ Đinh Hạo, ⨉ Tạ Khoa - lọt vào top 8
  - Lần 5: ○ Liên Tiếu, ⨉ Liêu Nguyên Hách
- Cúp Ứng Xương Kỳ
  - Lần 9: ○ Nhị Dục Đình, ○ Đào Hân Nhiên, ⨉ Tạ Khoa - lọt vào top 4
  - Lần 10※: ○ Lưu Vũ Hàng, ○ Hứa Gia Dương, 2-1 Kha Khiết, 3-0 Tạ Khoa

### Giải đấu quốc nội
- Tân Nhân Vương Chiến: 1 kỳ (2014 - kỳ 39)
- Nhược Lý Chiến: 2 kỳ (2013, 2016 - kỳ 8, 11)
- Long Tinh Chiến: 4 kỳ (2016, 2018-20 - kỳ 25, 27-29)
- Cúp Agon-Kiriyama: 3 kỳ (2018, 2023, 2024 - kỳ 25, 30, 31)
- Cúp NHK: 4 lần (2019, 2021-22, 2024 - lần 66, 68-69, 71)
- Cúp Okage: 1 lần (2020 - lần 11)

### Giải đấu không chính thức
- Giải vô địch U20 Cúp Nakano: 1 lần (2012 - lần 9)
- Cúp Okage: 3 lần (2013-14, 2016 - lần 4-5, 7)
- Cúp Ibero Japan: 1 lần (2014 - lần 1)
- Tân Long Tinh Chiến: 1 kỳ (2021 - kỳ 1)

### Thành tích khác
- Tham gia vòng Chung kết Danh Nhân Chiến (kỳ 45 - nay)
- Khiêu chiến giả Vương Tọa Chiến (2017-18 - kỳ 65-66)

### Giải thưởng

#### Kỳ Đạo thưởng
- Kỳ thủ xuất sắc nhất năm: 1 lần (2023)
- Kỳ thủ ưu tú: 3 lần (2017, 2020, 2022)
- Nhiều ván thắng nhất năm: 2 lần (2016, 2020)
- Nhiều ván đấu nhất năm: 2 lần (2016, 2020)
- Tỷ lệ thắng cao nhất năm: 3 lần (2013, 2019, 2020)
- Chuỗi thắng dài nhất: 2 lần (2019, 2021)
- Giải Quốc tế: 3 lần (2014-15, 2020)
- Kỳ thủ mới xuất sắc nhất: 1 lần (2013)
- Giải Shūsai: 2 lần (2020[42], 2023)

## Niên biểu thành tích
| - Tên trong cột giải đấu chỉ đối thủ tranh ngôi, trong đó ô đỏ chỉ việc giành (hoặc bảo vệ) danh hiệu. Ô xanh chỉ việc khiêu chiến thất bại hoặc mất danh hiệu. Ô vàng chỉ việc lọt vào vòng Chung kết. - Kỳ Đạo thưởng: X : Kỳ thủ xuất sắc nhất năm, U : Kỳ thủ ưu tú, ĐB : Giải đặc biệt, TLT : Tỷ lệ thắng cao nhất năm, T : Nhiều ván thắng nhất năm, V : Nhiều ván đấu nhất năm, C : Chuỗi thắng dài nhất, QT : Giải Quốc tế, KTM : Kỳ thủ mới xuất sắc nhất, S : Giải Shūsai - Tiền thưởng tính từ tháng 1 đến tháng 12 của năm, theo đơn vị triệu yên. Ô đỏ chỉ hạng nhất năm đó. |

|           | Kỳ Thánh                   | Thập Đẳng            | Bản Nhân Phường      | Gosei             | Danh Nhân             | Vương Tọa            | Thiên Nguyên       | Giải đấu khác                                       | Kỳ Đạo thưởng | Xếp hạng tiền thưởng | Ghi chú |
| --------- | -------------------------- | -------------------- | -------------------- | ----------------- | --------------------- | -------------------- | ------------------ | --------------------------------------------------- | ------------- | -------------------- | ------- |
| Tháng 1-3 | Tháng 3-4                  | Tháng 5-7            | Tháng 6-8            | Tháng 9-11        | Tháng 10-12           | Tháng 10-12          |                    |                                                     |               |                      |         |
| 2010      |                            |                      |                      |                   |                       |                      |                    |                                                     |               |                      | 1p      |
| 2011      |                            |                      |                      |                   |                       |                      |                    |                                                     |               |                      |         |
| 2012      |                            |                      |                      | Sơ loại B Bị loại | Sơ loại C Bị loại     | Sơ loại C Bị loại    | Sơ loại B Bị loại  | Cúp Nakano                                          |               |                      | 2p      |
| 2013      | Sơ loại Cuối Bị loại       | Sơ loại A Bị loại    | Sơ loại B Bị loại    | Sơ loại B Bị loại | Sơ loại A Bị loại     | Sơ loại B Bị loại    | Sơ loại A Bị loại  | Nhược Lý Cúp Okage                                  | TLT KTM       |                      | 3p      |
| 2014      | Sơ loại A Bị loại          | VCK Top 8            | Sơ loại B Bị loại    | Sơ loại A Bị loại | Sơ loại Cuối Bị loại  | Sơ loại Cuối Bị loại | VCK Top 4          | Cúp Globis Tân Nhân Vương Cúp Okage Cúp Ibero Japan | QT            |                      | 4p 7p   |
| 2015      | Bảng A Hạng 6 - Bị loại    | VCK Top 8            | Sơ loại A Bị loại    | Sơ loại A Bị loại | Sơ loại A Bị loại     | VCK Top 8            | VCK Top 8          |                                                     | QT            | 15,11 (#9)           |         |
| 2016      | Bảng A Hạng 2 - Thăng hạ   | VCK Top 8            | VCK Hạng 6 - Bị loại | Sơ loại A Bị loại | Sơ loại Cuối Bị loại  | Sơ loại Cuối Bị loại | Iyama Yūta xoxx    | Long Tinh Nhược Lý Cúp Okage                        | T V           | 35,22 (#3)           |         |
| 2017      | Bảng S Hạng 4              | VCK Top 8            | Sơ loại Cuối Bị loại | VCK Top 4         | Sơ loại Cuối Bị loại  | Iyama Yūta xxx       | Iyama Yūta xxx     |                                                     | U             | 25,23 (#2)           | 8p      |
| 2018      | Iyama Yūta xxxx            | VCK Top 4            | Sơ loại Cuối Bị loại | VCK Top 16        | Sơ loại Cuối Bị loại  | Iyama Yūta oxxox     | VCK Top 16         | Long Tinh Cúp Agon-Kiriyama                         |               | 51,61 (#2)           |         |
| 2019      | Bảng S Hạng 5 - Giáng hạng | VCK Top 8            | VCK Hạng 6 - Bị loại | VCK Thua XĐKCG    | Sơ loại Cuối Bị loại  | VCK Top 8            | VCK Top 32         | Long Tinh Cúp NHK                                   | TLT C         | 36,84 (#3)           |         |
| 2020      | Bảng A Hạng 1 - Thăng hạng | VCK Top 16           | VCK Hạng 3           | Hane Naoki ooo    | VCK Hạng 2            | Sơ loại Cuối Bị loại | Iyama Yūta oxxoo   | Long Tinh Cúp Okage                                 | U QT TLT T V  | 48,20 (#2)           | 9p      |
| 2021      | Bảng S Hạng 4              | VCK Top 16           | VCK Hạng 3           | Iyama Yūta xooxx  | Iyama Yūta xooxoxx    | VCK Thua XĐKCG       | Seki Kōtarō xoxx   | Cúp NHK                                             | C             | 44,29 (#2)           |         |
| 2022      | Iyama Yūta oxooxxo         | Sơ loại Cuối Bị loại | Iyama Yūta xxxx      | Iyama Yūta xxx    | VCK Hạng 2            | VCK Top 16           | VCK Thua XĐKCG     | Tân Long Tinh Cúp NHK                               |               | 75,11 (#2)           |         |
| 2023      | Shibano Toramaru oxooxo    | VCK Top 4            | Iyama Yūta ooxoxxo   | Iyama Yūta xxx    | VCK Hạng 2            | VCK Top 4            | Seki Kōtarō xooo   | Tuấn Anh Cúp NHK                                    | X             | 119,72 (#1)          |         |
| 2024      | Iyama Yūta oxoxoxo         | VCK Top 8            | Dư Chính Kỳ ooo      | VCK Top 8         | Shibano Toramaru ooxo | VCK Thua XĐKCG       | Shibano Toramaru o | Cúp Ứng Xương Kỳ Cúp NHK Cúp Agon-Kiriyama          |               |                      |         |
| 2025      | Tranh ngôi                 | Sơ loại Cuối         | Tranh ngôi           | VCK               |                       | VCK                  |                    |                                                     |               |                      |         |

## Ván tiêu biểu

### Diệu thủ sinh tồn
|  |  |  |  |  |  |  |  |  |  |  |  |  |  |  |  |  |  |  |
|  |  |  |  |  |  |  |  |  |  |  |  |  |  |  |  |  |  |  |
|  |  |  |  |  |  |  |  |  |  |  |  |  |  |  |  |  |  |  |
|  |  |  |  |  |  |  |  |  |  |  |  |  |  |  |  |  |  |  |
|  |  |  |  |  |  |  |  |  |  |  |  |  |  |  |  |  |  |  |
|  |  |  |  |  |  |  |  |  |  |  |  |  |  |  |  |  |  |  |
|  |  |  |  |  |  |  |  |  |  |  |  |  |  |  |  |  |  |  |
|  |  |  |  |  |  |  |  |  |  |  |  |  |  |  |  |  |  |  |
|  |  |  |  |  |  |  |  |  |  |  |  |  |  |  |  |  |  |  |
|  |  |  |  |  |  |  |  |  |  |  |  |  |  |  |  |  |  |  |
|  |  |  |  |  |  |  |  |  |  |  |  |  |  |  |  |  |  |  |
|  |  |  |  |  |  |  |  |  |  |  |  |  |  |  |  |  |  |  |
|  |  |  |  |  |  |  |  |  |  |  |  |  |  |  |  |  |  |  |
|  |  |  |  |  |  |  |  |  |  |  |  |  |  |  |  |  |  |  |
|  |  |  |  |  |  |  |  |  |  |  |  |  |  |  |  |  |  |  |
|  |  |  |  |  |  |  |  |  |  |  |  |  |  |  |  |  |  |  |
|  |  |  |  |  |  |  |  |  |  |  |  |  |  |  |  |  |  |  |
|  |  |  |  |  |  |  |  |  |  |  |  |  |  |  |  |  |  |  |
|  |  |  |  |  |  |  |  |  |  |  |  |  |  |  |  |  |  |  |

Ván 1 cúp Ứng Xương Kỳ lần thứ 10. Ở vùng dưới bàn cờ quân Đen đang bị vây hãm, và từ Đen 1 đến Đen 3 là các nước diệu thủ của Ichiriki. Từ Trắng 4 trở đi, Trắng không thể chống đỡ và sẽ chắc chắn mất 2 quân △. Hơn nữa với nước Đen 9, Đen đã hồi sinh các quân ở dưới, và Ichiriki chiến thắng với cách biệt chỉ một nửa điểm.

### Nước đi của thần
|  |  |  |  |  |  |  |  |  |  |  |  |  |  |  |  |  |  |  |
|  |  |  |  |  |  |  |  |  |  |  |  |  |  |  |  |  |  |  |
|  |  |  |  |  |  |  |  |  |  |  |  |  |  |  |  |  |  |  |
|  |  |  |  |  |  |  |  |  |  |  |  |  |  |  |  |  |  |  |
|  |  |  |  |  |  |  |  |  |  |  |  |  |  |  |  |  |  |  |
|  |  |  |  |  |  |  |  |  |  |  |  |  |  |  |  |  |  |  |
|  |  |  |  |  |  |  |  |  |  |  |  |  |  |  |  |  |  |  |
|  |  |  |  |  |  |  |  |  |  |  |  |  |  |  |  |  |  |  |
|  |  |  |  |  |  |  |  |  |  |  |  |  |  |  |  |  |  |  |
|  |  |  |  |  |  |  |  |  |  |  |  |  |  |  |  |  |  |  |
|  |  |  |  |  |  |  |  |  |  |  |  |  |  |  |  |  |  |  |
|  |  |  |  |  |  |  |  |  |  |  |  |  |  |  |  |  |  |  |
|  |  |  |  |  |  |  |  |  |  |  |  |  |  |  |  |  |  |  |
|  |  |  |  |  |  |  |  |  |  |  |  |  |  |  |  |  |  |  |
|  |  |  |  |  |  |  |  |  |  |  |  |  |  |  |  |  |  |  |
|  |  |  |  |  |  |  |  |  |  |  |  |  |  |  |  |  |  |  |
|  |  |  |  |  |  |  |  |  |  |  |  |  |  |  |  |  |  |  |
|  |  |  |  |  |  |  |  |  |  |  |  |  |  |  |  |  |  |  |
|  |  |  |  |  |  |  |  |  |  |  |  |  |  |  |  |  |  |  |

Ván 2 của giải đấu nói trên. Tuy Đen đang có thế thắng, với nước Trắng 1 và Trắng 5, Ichiriki thành công bắt toàn bộ quân của Đen ở giữa bàn cờ và lật ngược thế cờ.